# Valvule iléo-cæcale

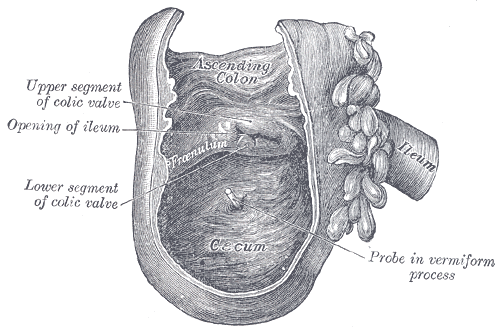
La valvule iléo-cæcale.

La valvule iléo-cæcale, iléo-colique ou valvule de Bauhin est un repli muqueux situé à l'extrémité de l'iléon à son abouchement au niveau d'un repli de la face interne du cæcum (partie initiale du gros intestin).
Elle se présente sous la forme d'une fente horizontale située entre deux valves (une supérieure, une inférieure) faisant saillie dans le cæcum. Ces deux valves qui se rejoignent en avant et en arrière se prolongent au niveau de leurs commissures par des brides appelées rênes ou freins de Morgagni ou freins de la valvule.
Normalement, cette valve est fermée et ne s'ouvre qu'au passage des aliments. Elle a donc pour rôle principal d'empêcher tout retour du contenu du cæcum dans l'iléon.
La valvule iléo-cæcale a été décrite pour la première fois par Gaspard Bauhin en 1602 ou, selon d'autres sources, par Nicolaes Tulp (célèbre pour avoir été représenté par Rembrandt dans son tableau La Leçon d'anatomie du docteur Tulp),.